# Pinarocorys
Pinarocorys är ett litet fågelsläkte i familjen lärkor inom ordningen tättingar. Släktet omfattar endast två arter som förekommer i Afrika söder om Sahara:
- Sotlärka (P. nigricans)
- Rostgumpad lärka (P. erythropygia)